# مالالبرگو
مالالبرگو (به ایتالیایی: Malalbergo) یک کومونه در ایتالیا است که در استان بولونیا واقع شده‌است.

## خصوصیات
مالالبرگو ۵۳٫۸ کیلومترمربع مساحت و ۷٬۹۱۱ نفر جمعیت دارد و ۱۲ متر بالاتر از سطح دریا واقع شده‌است.

## خواهرخوانده
شهر مونتلیمر خواهرخواندهٔ مالالبرگو هست.